# اسکار ۷۵۰

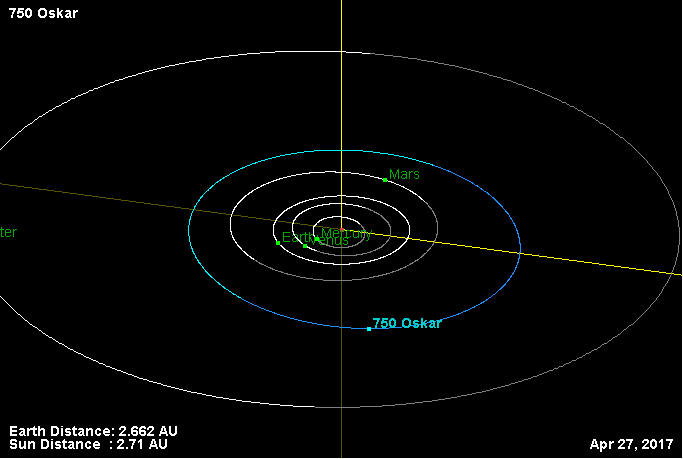
سیارک ۷۵۰

سیارک ۷۵۰ (به انگلیسی: 750 Oskar، نامگذاری:1913RG) هفتصد و پنجاهمین سیارک کشف شده‌است که در ۲۸ آوریل ۱۹۱۳ و در وین کشف شد.
قدر مطلق سیارک برابر ۱۲٫۱۳ است.